# Melopyrrha
Melopyrrha es un género de aves paseriformes perteneciente a la familia Thraupidae que agrupa a tres especies nativas de la región caribeña, donde se distribuyen en las Antillas Mayores. El género era monotípico hasta que dos especies antes incluidas en Loxigilla fueron transferidas para el presente en el año 2018. A sus miembros se les conoce por el nombre común de semilleros.

## Etimología
El nombre genérico femenino Melopyrrha es una combinación de la palabra griega «melas» que significa ‘negro’; y del género Pyrrhula, los camachuelos del Viejo Mundo.

## Características
Las especies de este género son tráupidos medianos, miden entre 13 y 19 cm de longitud, los machos de color predominante negro brillante, dos de ellos (M. portoricensis y M. violacea) con la garganta, crissum y 
corona o lista superciliar rojos, y M. nigra con los bordes de las alas blanco; las hembras y juveniles son similares pero de color más apagado. Se distinguen por sus picos robustos, cortos y curvados.

## Taxonomía
Los datos genéticos de Burns et al. (2002, 2003) suministraron un fuerte soporte para un grupo monofilético formado por Coereba, Tiaris, y los pinzones de Galápagos (Certhidea, Platyspiza, Camarhynchus y Geospiza, e incluyendo Pinaroloxias), así como también los géneros caribeños Euneornis, Loxigilla, Loxipasser, Melanospiza y Melopyrrha todos durante décadas colocados en la familia Emberizidae; este grupo aparecía embutido dentro del linaje de los tráupidos. Como resultado de esos estudios, todos los géneros citados, incluyendo Melopyrrha, fueron transferidos para Thraupidae.
Finalmente, los estudios de Barker et al. (2013) y Burns et al. (2014) confirmaron fuertemente la monofilia del clado descrito más arriba y propusieron el nombre de una subfamilia Coerebinae, para designarlo. 
Los amplios estudios filogenéticos realizados por Burns et al. (2014), mostraron que el género Loxigilla era polifilético, con Loxigilla noctis y L. barbadensis formando un clado fuertemente soportado, separado en el árbol filogenético de otro clado bien caracterizado, formado por L. portoricensis, L. violacea y Melopyrrha nigra. Sobre esta base, Burns et al. (2014) recomendaron la inclusión de portoricensis y violacea en  Melopyrrha, y la retención de noctis y barbadensis en Loxigilla. Sin embargo, después de revisar la literatura taxonómica, Burns et al. (2016) recomendaron usar el género Pyrrhulagra Bonaparte, 1850 para L. portoricensis, L. violacea y Melopyrrha nigra, que tendría prioridad sobre Melopyrrha, propuesto por el mismo Bonaparte en 1853. Esta tesis fue seguida por Aves del Mundo (HBW) y Birdlife International (BLI) en 2016, pero abandonada en 2022. En el análisis de la Propuesta 2018-C-11 al Comité de Clasificación de Norte y Mesoamérica (N&MACC) se destacó que la especie tipo designada por Bonaparte para el género Pyrrhulagra es Fringilla noctis, el protónimo de Loxigilla noctis, lo que convierte a Pyrrhulagra en un sinónimo posterior de Loxigilla.
La subespecie M. nigra taylori, endémica de la isla Gran Caimán, es considerada como una especie separada de M. nigra: el semillero de Gran Caimán Melopyrrha taylori por HBW y BLI, y más recientemente por el Congreso Ornitológico Internacional (IOC) y Clements checklist/eBird con base en diferencias morfológicas y de vocalización presentadas por Garrido et al. (2014).
La subespecie M. portoricensis grandis, endémica de la isla de San Cristóbal), que no es avistada desde los años 1920' y considerada extinta por muchos, es considerada como una especie separada de M. portoricensis: el semillero de Saint Kitts Melopyrrha grandis, con base en notables diferencias morfológicas presentadas por Garrido y Wiley (2003); el N&MACC aprobó la elevación a especie plena en la Propuesta 2021-C-13.

## Lista de especies
Según las clasificaciones del Congreso Ornitológico Internacional (IOC) y Clements Checklist el género agrupa a las siguientes especies con el respectivo nombre popular de acuerdo con la Sociedad Española de Ornitología (SEO) u otro cuando referenciado:
| Imagen | Nombre científico        | Autor            | Nombre común             | Estado de conservación | Distribución |
| ------ | ------------------------ | ---------------- | ------------------------ | ---------------------- | ------------ |
|        | Melopyrrha portoricensis | (Daudin), 1800   | semillero puertorriqueño | VU                     |              |
|        | Melopyrrha grandis       | Lawrence, 1881   | semillero de Saint Kitts | CR                     |              |
|        | Melopyrrha nigra         | (Linnaeus), 1758 | semillero negrito        | NT                     |              |
|        | Melopyrrha taylori       | Hartert, 1896    | semillero de Gran Caimán | NT                     |              |
|        | Melopyrrha violacea      | (Linnaeus), 1758 | semillero prieto         | LC                     |              |